# Werchow
Werchow, niedersorbisch Wjerchownja, ist ein Ortsteil der Stadt Calau im nördlichen Teil des südbrandenburgischen Landkreises Oberspreewald-Lausitz. Bis zur Eingemeindung nach Calau am 26. Oktober 2003 war Werchow eine eigenständige Gemeinde.

## Lage
Werchow liegt in der Niederlausitz im Naturpark Niederlausitzer Landrücken. Der Ort ist umgeben von den Cabeler und Werchower Bergen. Nördlich liegt die Stadt Calau und der Gemeindeteil Plieskendorf. Im Osten folgen die Ortsteile der Stadt Vetschau/Spreewald Ogrosen und Gahlen. Südlich befinden sich Orte und Wohnplätze der Gemeinde Luckaitztal wie Gielow, Weißag, Zwietow und Gosda sowie der Werchower Gemeindeteil Cabel. Westlich von Werchow liegt der Calauer Ortsteil Kemmen.

## Geschichte
Auf der Gemarkung des Ortes konnten Archäologen bei Grabungen Siedlungsspuren sicherstellen, die in die jüngere Steinzeit datiert werden konnten. Werchow wurde am 5. November 1527 erstmals urkundlich als Wercho erwähnt. Der Ortsname bedeutet der oben gelegene Ort und ist auf das niedersorbische Wort Wjerch Hügel zurückzuführen. Die Stadt gibt in einer Broschüre die Übersetzung Aue vor der Höhe an. Die niedersorbische Namensform wurde mit dem Suffix -nja erweitert, was einen Ort bezeichnet. Die sorbischen Namensformen Wėrchownej und Weŕchowna wurden 1761 und 1843 genannt. Aufgrund seiner Lage wird Werchow auch als Tor zur Calauer Schweiz bezeichnet. Es gehörte seit bislang unbestimmter Zeit zu den Landvogteidörfern. Als gesichert gilt die Zugehörigkeit mit der Nennung der dortigen Amtsmühlen im Jahr 1534. In dieser Zeit wurde auch ein Ortsgericht erwähnt (1532, 1544). Im ausgehenden 15. und 16. Jahrhundert waren kleinere Anteile verlehnt, darunter an die von Zobeltitz im Jahr 1465, die von Köckritz im Jahr 1527 und die von Kückbusch und die von Schlieben im Jahr 1544. Es ist bislang unklar, ob die von Kückbusch im Jahr 1576 mit dem gesamten Dorf belehnt waren. Bis 1668 gehörte Werchow zum Amt Lübben, anschließend bis 1712 zum Amt Vetschau, danach fiel es wieder an das Amt Lübben. Durch den Ort führte ein Kirchsteig, über den die Einwohner der umliegenden Dörfer in die Kirche nach Calau gelangten. In Wechow lebten im Jahr 1708 insgesamt zehn Bauern, drei Kossäten und 13 Büdner; in Summe 40 Personen im Alter zwischen 12 und 60 Jahren. Zehn Jahre später wurden acht Hufner, drei Kossäten und acht Häusler erwähnt, die zusammen 12 ½ Hufen bewirtschafteten. Ein Lehnrichter erschien im Jahr 1723, außerdem acht Bauern, mittlerweile sechs Kossäten und neun Büdner.
Im Jahr 1810 lebten im Dorf neun Ganzbauern, acht Gärtner sowie 14 Häusler oder Büdner. Nach dem Wiener Kongress kam Werchow mit der gesamten Niederlausitz an das Königreich Preußen und gehörte zum Landkreis Calau. Das Dorf bestand mit Anbau, Gartenhaus und Weinbergshaus. Zu dieser Zeit betrieben die Gebrüder Mende eine kleine Tuchfabrik im Ort, die jedoch in der Mitte des 19. Jahrhunderts schloss. 1830 wurde im Werchower Weinberg Braunkohle gefunden. Dies führte dazu, dass auf dem Areal der einstigen Tuchfabrik im Jahr 1851 die erste Braunkohlegrube Grube Marie eröffnete. Sie wurde ein Jahr später bei Werchow um die Grube Emilie und 1867 die Grube Margarete I ergänzt. Weitere drei Braunkohlegruben eröffneten und wurden bis 1904 betrieben. Im Jahr 1861 befanden sich vier von sieben im damaligen Landkreis registrierten Dampfmaschinen in Werchow. Zwei waren in Dampfmühlen und zwei in der Tuchfabrik. Werchow bestand im Jahr 1864 mit Wassermühle, zwei Wasser- und Dampfmühlen, Tuchfabrik und zwei Ziegeleien. Die Gemarkung war im Jahr 1869 insgesamt 1271 Morgen groß. Im Jahr 1900 umfasste das Platzdorf eine Fläche von 324 Hektar. 1905 eröffnete eine Schule, die im 21. Jahrhundert von einer Kindertagesstätte genutzt wird.
Nach dem Zweiten Weltkrieg gehörte Werchow zum 1952 neugegründeten Kreis Calau. Am 1. Januar 1957 wurde Cabel und am 15. Juli 1965 Plieskendorf nach Werchow eingemeindet. Das zu Cabel gehörende Settinchen wurde am 1. Januar 1957 jedoch nach Gollmitz umgegliedert. In den 1980er Jahren lag Werchow in einem Bergbauschutzgebiet des Feldes Calau-Süd im Lausitzer Braunkohlerevier und war durch die Devastierung bedroht. Nach der Wende wurden die Planungen zur Öffnung des Feldes wieder verworfen. Am 26. Oktober 2003 wurde Werchow mit seinen Gemeindeteilen und den Orten Mlode, Groß Mehßow, Kemmen, Bolschwitz sowie Saßleben in die Stadt Calau eingegliedert. Werchow gehört zur Kirchengemeinde Calau, die seit 2010 Teil des Kirchenkreises Niederlausitz ist.

### Einwohnerentwicklung
| Einwohnerentwicklung in Werchow von 1875 bis 2002 | Einwohnerentwicklung in Werchow von 1875 bis 2002 | Einwohnerentwicklung in Werchow von 1875 bis 2002 | Einwohnerentwicklung in Werchow von 1875 bis 2002 | Einwohnerentwicklung in Werchow von 1875 bis 2002 | Einwohnerentwicklung in Werchow von 1875 bis 2002 | Einwohnerentwicklung in Werchow von 1875 bis 2002 | Einwohnerentwicklung in Werchow von 1875 bis 2002 | Einwohnerentwicklung in Werchow von 1875 bis 2002 | Einwohnerentwicklung in Werchow von 1875 bis 2002 | Einwohnerentwicklung in Werchow von 1875 bis 2002 | Einwohnerentwicklung in Werchow von 1875 bis 2002 | Einwohnerentwicklung in Werchow von 1875 bis 2002 | Einwohnerentwicklung in Werchow von 1875 bis 2002 |
| Jahr                                              | Einwohner                                         | Jahr                                              | Einwohner                                         | Jahr                                              | Einwohner                                         | Jahr                                              | Einwohner                                         | Jahr                                              | Einwohner                                         | Jahr                                              | Einwohner                                         | Jahr                                              | Einwohner                                         |
| ------------------------------------------------- | ------------------------------------------------- | ------------------------------------------------- | ------------------------------------------------- | ------------------------------------------------- | ------------------------------------------------- | ------------------------------------------------- | ------------------------------------------------- | ------------------------------------------------- | ------------------------------------------------- | ------------------------------------------------- | ------------------------------------------------- | ------------------------------------------------- | ------------------------------------------------- |
| 1875                                              | 490                                               | 1933                                              | 530                                               | 1964                                              | 626                                               | 1989                                              | 488                                               | 1993                                              | 527                                               | 1997                                              | 662                                               | 2001                                              | 698                                               |
| 1890                                              | 438                                               | 1939                                              | 464                                               | 1971                                              | 700                                               | 1990                                              | 488                                               | 1994                                              | 567                                               | 1998                                              | 663                                               | 2002                                              | 699                                               |
| 1910                                              | 502                                               | 1946                                              | 643                                               | 1981                                              | 565                                               | 1991                                              | 508                                               | 1995                                              | 570                                               | 1999                                              | 703                                               |                                                   |                                                   |
| 1925                                              | 528                                               | 1950                                              | 653                                               | 1985                                              | 542                                               | 1992                                              | 518                                               | 1996                                              | 645                                               | 2000                                              | 703                                               |                                                   |                                                   |

## Kultur und Sehenswürdigkeiten

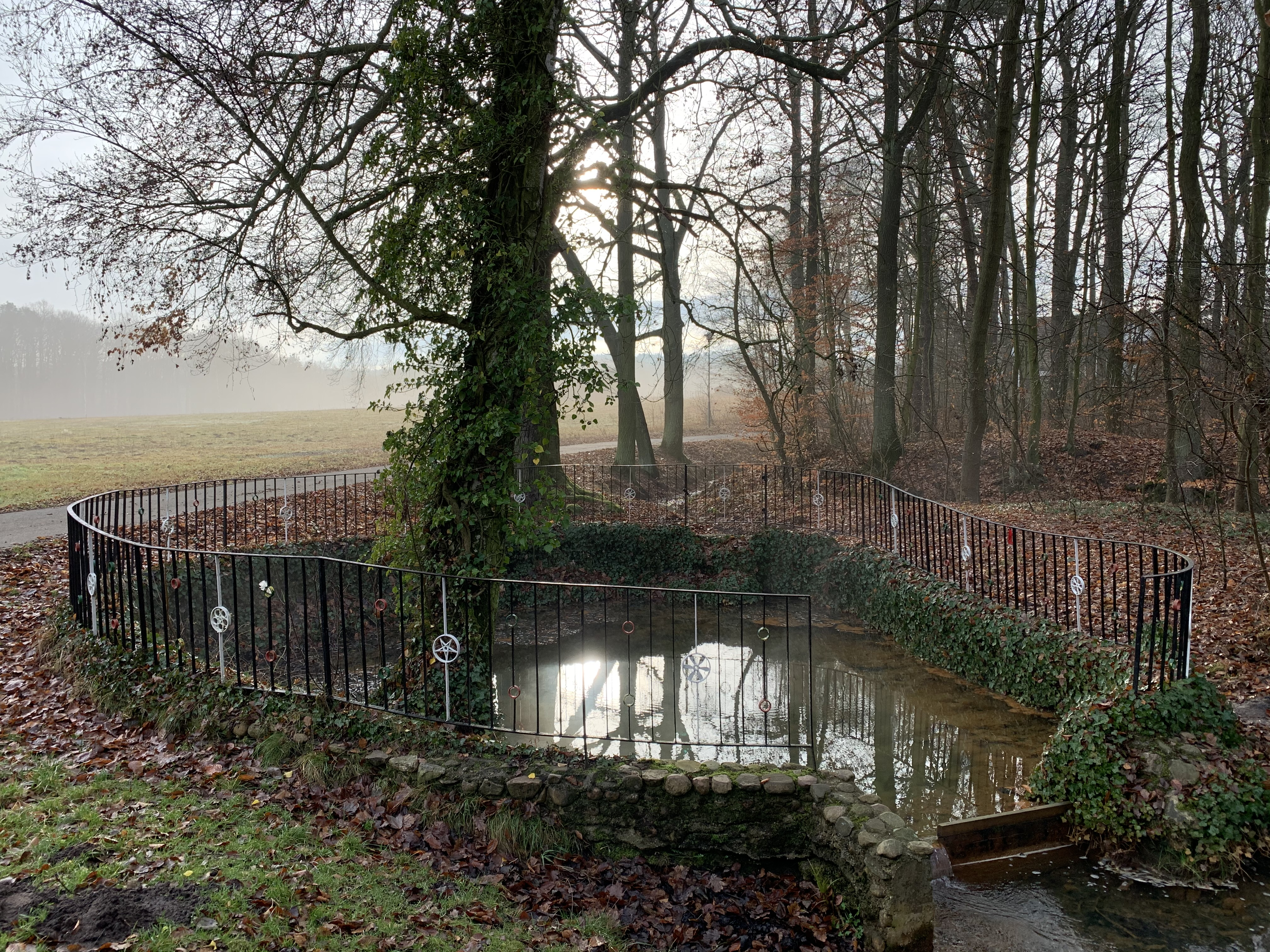
Goldborn

- Der Goldborn ist eine Quelle, die bereits 1720 von Adam Friedrich Zürner beschrieben wurde. Sie gilt als ergiebigste Quelle der Niederlausitz und ist ein eingetragenes Naturdenkmal.[7]
- In Werchow gibt es den Männergesangsverein Germania 1890 Werchow.

## Wirtschaft und Infrastruktur
Westlich von Werchow verläuft die Bundesautobahn 13. Durch den Ort führt die Bahnstrecke Halle–Cottbus.